# Elvis Jackson
Elvis Jackson je slovenska ska punk glasbena skupina iz Ajdovščine.
Skupina je izdala šest albumov in že leta igra po odrih širom Slovenije in Evrope. Njihov glasbeni slog sega od skaja, punka in hardcore punka do reggaeja in metala. Njihov dom je cela slovenija ker vsi prihajajo iz različnega konca.

## Zasedba
- David Kovšca – Buda, vokal
- Marty Favento, kitara
- Erik Makuc – Slavc, bas kitara
- Marko Soršak – Soki, bobni
- Emir Beširevic – mešalec zvoka

## Diskografija
- Move Your Feet It's One O'Clock (Rock'n'Roll Rec) - 1999, ponovna izdaja 2001
- Go Home and Practice (Rock'n'Roll Rec) - 2000
- Summer Edition (Elmo Rec) - 2003
- Against the Gravity (EJ Rec.) - 2009
- Window (EP, EJ Rec.) - 2014
- Radio Unfriendly (EJ Rec.) - 2015